# 朴完洙
朴完洙（：／ Park Wan-soo，1962年10月23日—），大韩民国保守派政治人物，第20至21屆韩国国会議員，現任慶尚南道知事。